# '74 Jailbreak
Albums de AC/DC
Flick of the Switch
(1983) Fly on the Wall
(1985)
'74 Jailbreak est un EP d'AC/DC contenant des chansons qui n'avaient été publiées auparavant qu'en Australie. Quatre chansons viennent de la version australienne de High Voltage (sorti en 1975) et une chanson, Jailbreak, vient de la version australienne de Dirty Deeds Done Dirt Cheap (sorti en 1976).
Cet EP est sorti en Europe, aux États-Unis, au Canada et au Japon en 1984 et a été remasterisé en 2003.

## Liste des titres
1. Jailbreak (4:41)
2. You Ain't Got a Hold on Me (3:31)
3. Show Business (4:46)
4. Soul Stripper (6:25)
5. Baby, Please Don't Go (5:00)

- Soul Stripper, par Angus Young et Malcolm Young ;
- Baby, Please Don't Go, par Big Joe Williams.

## Formation
Pour la chanson Jailbreak voir la formation de l'album Dirty Deeds Done Dirt Cheap et pour les autres chansons voir la formation de l'album australien High Voltage.

## Production
- Producteurs : Harry Vanda et George Young de Albert Productions
- Studio d'enregistrements : Albert Studios, Sydney (Australie)

## Certification
| Pays       | Ventes    | Certification |
| ---------- | --------- | ------------- |
| États-Unis | 1 000 000 | Platinum      |